# Rose Blanche-Harbour le Cou
Rose Blanche-Harbor le Cou est une ville côtière située sur la rive du golfe du Saint-Laurent, dans la baie Rose Blanche, sur la côte sud-ouest de l'île de Terre-Neuve, province de Terre-Neuve-et-Labrador, Canada.

## Toponymie

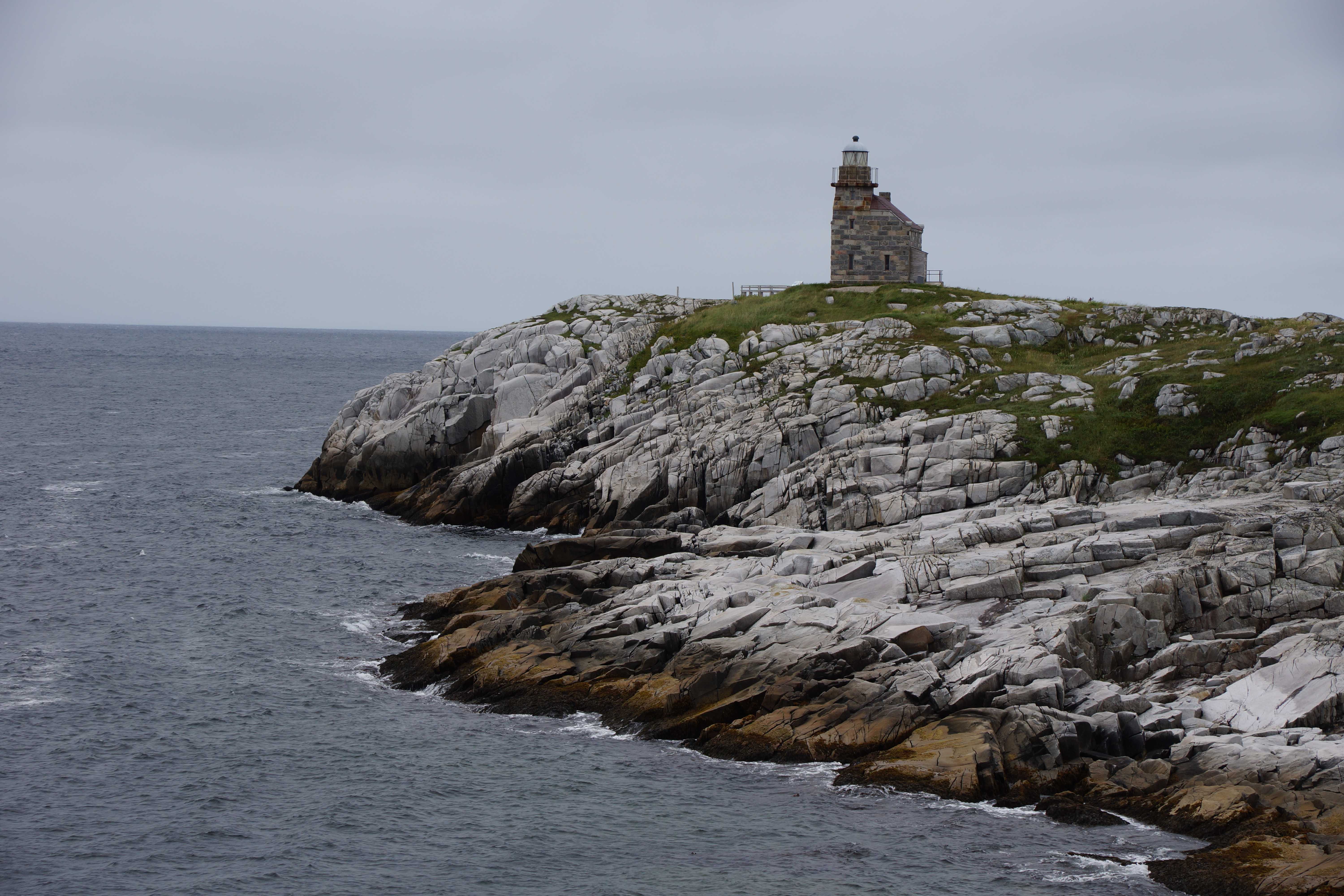
Roches blanches à Rose Blanche.

Le nom de Rose Blanche est une corruption des mots français "roche blanche" qui peut être vu à l'Anse au diamant/Diamond Cove. Ce quartz blanc était très visible pour les pêcheurs français quand ils ont abordé la côte au début des années 1700.
Un phare s'élève sur le promontoire où affleurent des roches blanches au sud de Rose Blanche.

## Géographie
La localité de Rose Blanche-Harbour Le Cou est située sur la côte méridionale de l'île de Terre-Neuve, juste au sud-ouest de la baie Le Moine.
Du port, on peut rejoindre Burgeo ou La Poile avec le traversier. La ville de Channel-Port-aux-Basques est distante d'une quarantaine de kilomètres, à l'ouest, par la route.

## Histoire

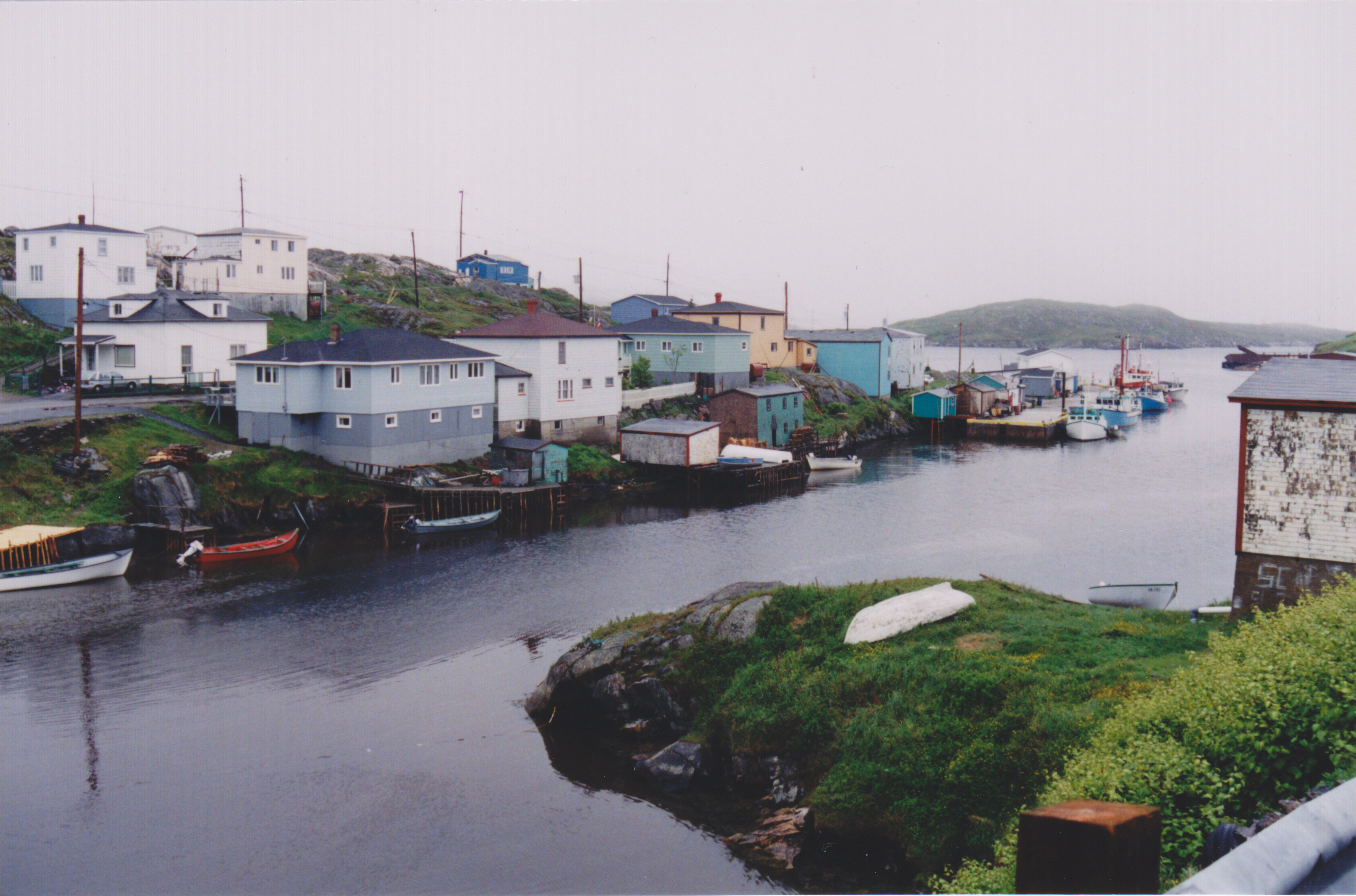
Rose Blanche-Harbour Le Cou (Ville), Rose Blanche Bay, golfe du Saint-Laurent

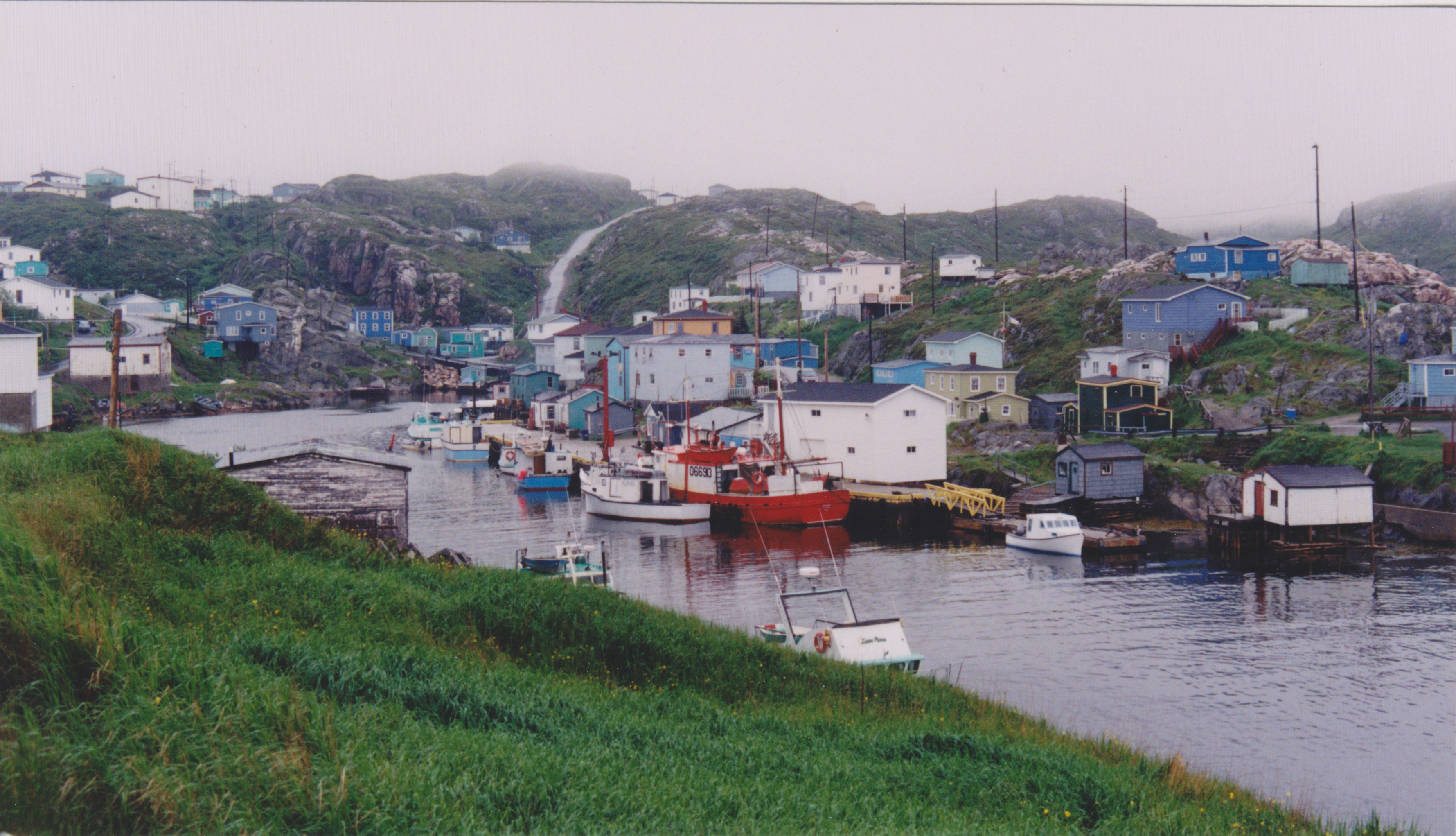
Rose Blanche Bay, golfe du Saint-Laurent

Le port de la Rose Blanche a été utilisé pour la première fois par les pêcheurs français qui sont venus au début des années 1700 pour pêcher dans la proche banquise de la Rose Blanche qui abritait une abondance de morues. Le port a fourni un bon ancrage, à l'abri des intempéries.
Les premiers colons de Rose Blanche sont arrivés et se sont probablement installés en 1810, bien que les Français aient tenu des lieux saisonniers dans la région au XVIIIe siècle. Rose Blanche s'est d'abord installée dans ses ports abrités et à proximité des lieux de pêche.
Au recensement de 1869, la population était passée à 663 et la région continuait d'attirer de nouveaux colons venus d'Angleterre et des îles anglo-normandes pour participer à la pêche.

## Événements
- Le 17 mars 2014, le John 1, un vraquier de 180 mètres de long s'est échoué devant le port, à cause d'une avarie de propulsion[1].